# Agh Ghale
Agh Ghale (pers. اق قلعه) – wieś w Iranie, w ostanie Azerbejdżan Zachodni, w szahrestanie Takab. W 2006 roku liczyła 264 mieszkańców.